# Funaná

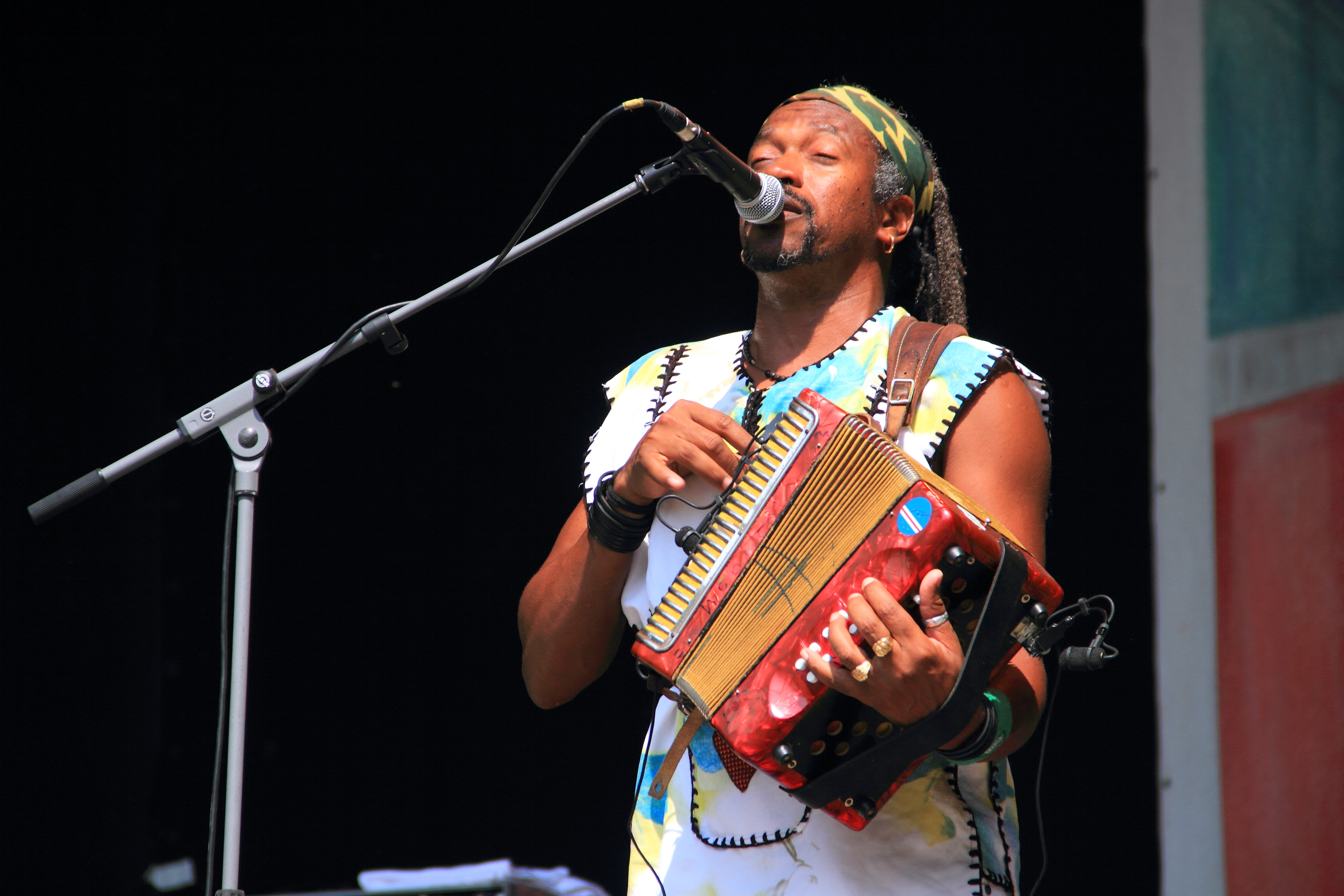
Iduino, zanger en accordeonist van Ferro Gaita, tijdens het Rudolstadtfestival in 2015.

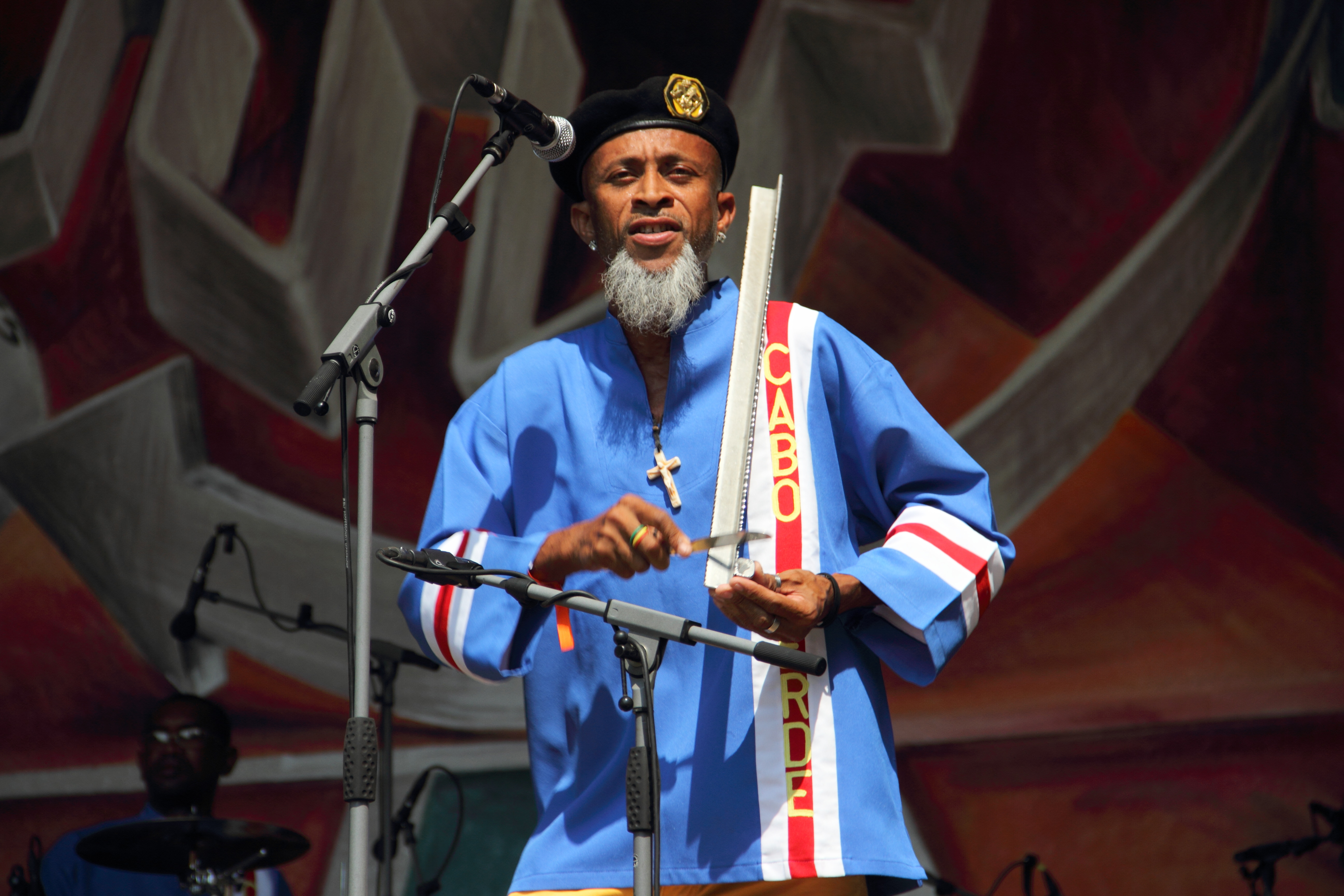
Binco Branco, zanger en ferrinhospeler van Ferro Gaita, tijdens het Rudolstadtfestival in 2015.

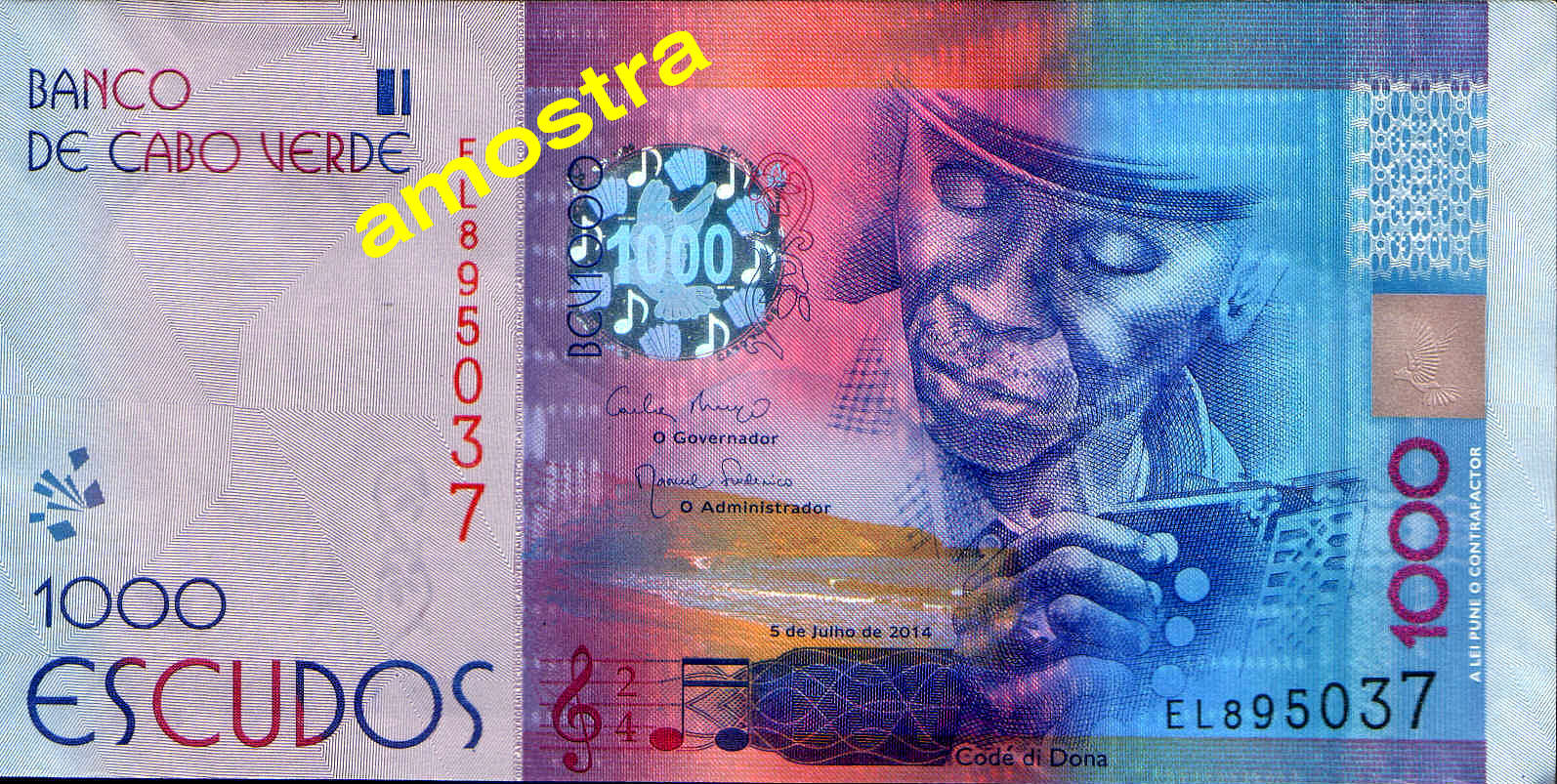
Afbeelding van musicus en componist Codé di Dona op een biljet van 1000 Kaapverdische escudo.

Funaná is een traditionele muziek- en dansstijl uit Kaapverdië. Het is snelle, opzwepende dansmuziek die traditioneel wordt voortgestuwd door de gaita, een soort accordeon, en ondersteund door het ritme van de ferrinho, een wasbord-achtig instrument. De ferrinho is een metalen staaf waar met een ander metalen voorwerp overheen wordt geschraapt om een ritme te creëren.

## Geschiedenis
De funaná was oorspronkelijk (net als batuque) muziek van Afrikaanse tot slaaf gemaakten op het platteland van het Kaapverdische eiland Santiago. De muziek bevat duidelijke Afrikaanse invloeden. De teksten gaan vaak over de ervaringen van de plattelandsbevolking van Santiago en over de problemen die zij ervoeren, zoals armoede en hongersnood. Een voorbeeld hiervan is de klassieke, vaak gecoverde song Fomi 47 van de zanger en songwriter Kodé di Dona, over de hongersnood in 1947.
De diatonische knoppenaccordeon arriveerde vermoedelijk eind 19e of begin 20e eeuw in Kaapverdië. Musici deden verschillende aanpassingen aan het instrument, dat in Kaapverdië gaita ging heten.
Oorspronkelijk was funaná een verzamelnaam voor verschillende stijlen die in Santiago werden gespeeld om parendansen te begeleiden. Het konden bijvoorbeeld ook walsen of snelle of langzame samba’s zijn.
Het genre bevond zich lange tijd in de marge en was enige tijd verboden. De Rooms-katholieke kerk veroordeelde het genre vanwege de suggestieve, seksueel getinte dansbewegingen. De autoriteiten en stedelijke middenklasse keken op het genre neer en vonden het primitieve muziek. Tijdens de Kaapverdische onafhankelijkheidsstrijd was funaná muziek van het verzet. Muzikanten uitten hun ongenoegen over het regime in verhulde termen in hun teksten. Dit was voor de Portugese autoriteiten extra reden om de muziek te onderdrukken.
Na de onafhankelijkheid van Kaapverdië in 1975 kwam er een herwaardering voor traditionele Kaapverdische stijlen en Afrikaanse invloeden. Het funanágenre maakte een bloeiperiode door. Funaná kreeg nu ook waardering in de steden, op de andere Kaapverdische eilanden en in de Kaapverdische gemeenschap buiten Kaapverdië. Het kreeg net als morna en coladeira de status van een nationaal Kaapverdisch genre.
De groep Bulimundo leverde een belangrijke bijdrage aan de toegenomen populariteit van funaná. Ze ontwikkelden een meer modern, stedelijk geluid met andere instrumenten: keyboard voor de melodie, gitaar en blaasinstrumenten in plaats van gaita en bas en drums in plaats van ferrinho. Ook kozen ze voor een snelle variant van de funaná. Veel andere bands volgden het voorbeeld van Bulimundo, waaronder Finaçon, de band van Zeca en Zeze di Nha Reinalda.
Vanaf de jaren 1990 werd het genre opnieuw sneller. De succesvolle groep Ferro Gaita greep terug op de traditionele instrumenten gaita en ferrinho. Diverse andere artiesten en groepen volgden dit voorbeeld. Andere artiesten vernieuwden het genre door het te combineren met andere stijlen zoals zouk en soukous of met elektronische beats en instrumenten.

## Groepen en artiesten
Voorbeelden van groepen en artiesten in het funaná-genre:
- Bulimundo
- Finaçon
- Zeca di Nha Reinalda
- Codé di Dona
- Ferro Gaita
- Bitori
- Zé Espanhol
- Lejemead